# Würstchen (Wurstsorte)
Als Würstchen bezeichnet man eine Brühwurstsorte in Deutschland.
Bei der Herstellung wird Fleischwurst-Brät, bestehend aus grob entsehntem Rindfleisch, fettgewebereichem Schweinefleisch und Speck in Schweinedärme mit einem Kaliber 28/32 mm gefüllt und zu Portionen von 80 bis 120 Gramm abgedreht. Anschließend werden die Würste heiß geräuchert und abschließend in Wasser oder Wasserdampf gegart. Für (Berliner) Bockwurst kann der Masse Knoblauch als zusätzliches Gewürz beigegeben werden.
Andere Bezeichnungen sind: Fleischwürstchen, Knackwürstchen, Hamburger Knackwurst, Servela, Klöpfer und Schübling.